# Vogelzang (Brugge)
Vogelzang is een wijk in de Belgische stad Brugge, gelegen in de zuidwestelijke rand van de stad, in de deelgemeente Sint-Michiels, grenzend aan het provinciaal domein Tillegembos.
In de wijk ligt de ambachtelijke zone Vogelzang, gebruikt voor zowel handelsactiviteiten als voor kmo's. Er bevinden zich onder meer de Veemarkt Sint-Michiels en het Expresspark.

De veemarkt, die voor het eerst de deuren opende in 1952, wist ondanks de problemen in de veesector stand te houden en is nu nog een van de grootste in West- en Oost-Vlaanderen. Het Expresspark is een winkelzone met een divers aanbod aan winkels en warenhuizen.

Verder ligt in de bedrijvenzone onder meer nog een indoor skipiste.
Naast de ambachtelijke zone betreft het voornamelijk een groene, residentiële wijk.
Deelgemeenten: Assebroek · Dudzele · Koolkerke · Lissewege · Sint-Andries · Sint-Kruis · Sint-Michiels

Zie ook: lijst van wijken en kernen in Brugge

Belgische gemeenten · Arrondissement Brugge · West-Vlaanderen · Vlaanderen